# Weiden am See
Weiden am See (ungerska: Védeny) är en ort och kommun i Österrike. Den ligger i distriktet Neusiedl am See i förbundslandet Burgenland, i den östra delen av landet, 50 km sydost om huvudstaden Wien.